# Maar

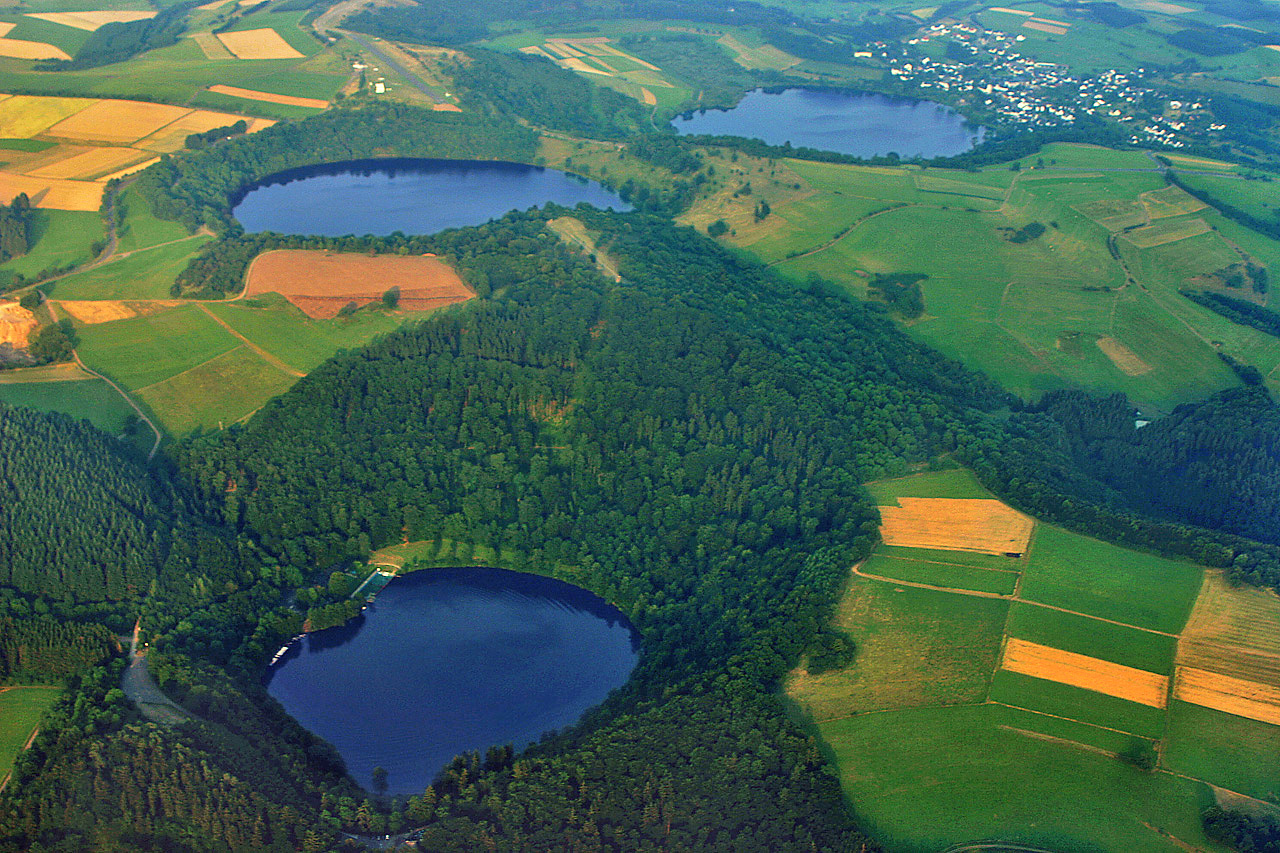
Els tres maars prop de Daun Alemanya

Un maar és un cràter volcànic ample i baix causat per una erupció freatomagmàtica o una explosió volcànica causat per aigua subterrània en contacte amb lava calenta o magma. El maar típicament s'omple d'aigua per formar un llac de cràter de poca fondària, ja sigui per acumulació de precipitacions o de filtració d'aigües subterrànies.
El seu nom prové de l'alemany dialectal i al seu torn deriva del llati «mare» (mar). La mida d'un maar varia entre 60 i 2.000 m de llargada i entre 10 a 200 m de fondària. La majoria dels maars tenen vores baixes fetes d'una mescla de fragments solts de roques volcàniques i roques provinents de les parets de les diastremes.
El maar més extens conegut es troba a la Península Seward del nord-oest d'Alaska que fa de 4 a 8 km de diàmetre i una fondària de 300 metres. Aquesta gran mida és per la gran explosió del magma en contacte amb el permagel.
Equivocadament s'ha pres com un maar el Meteor Crater d'Arizona, ja que en realitat és producte d'un meteorit.

## Galeria

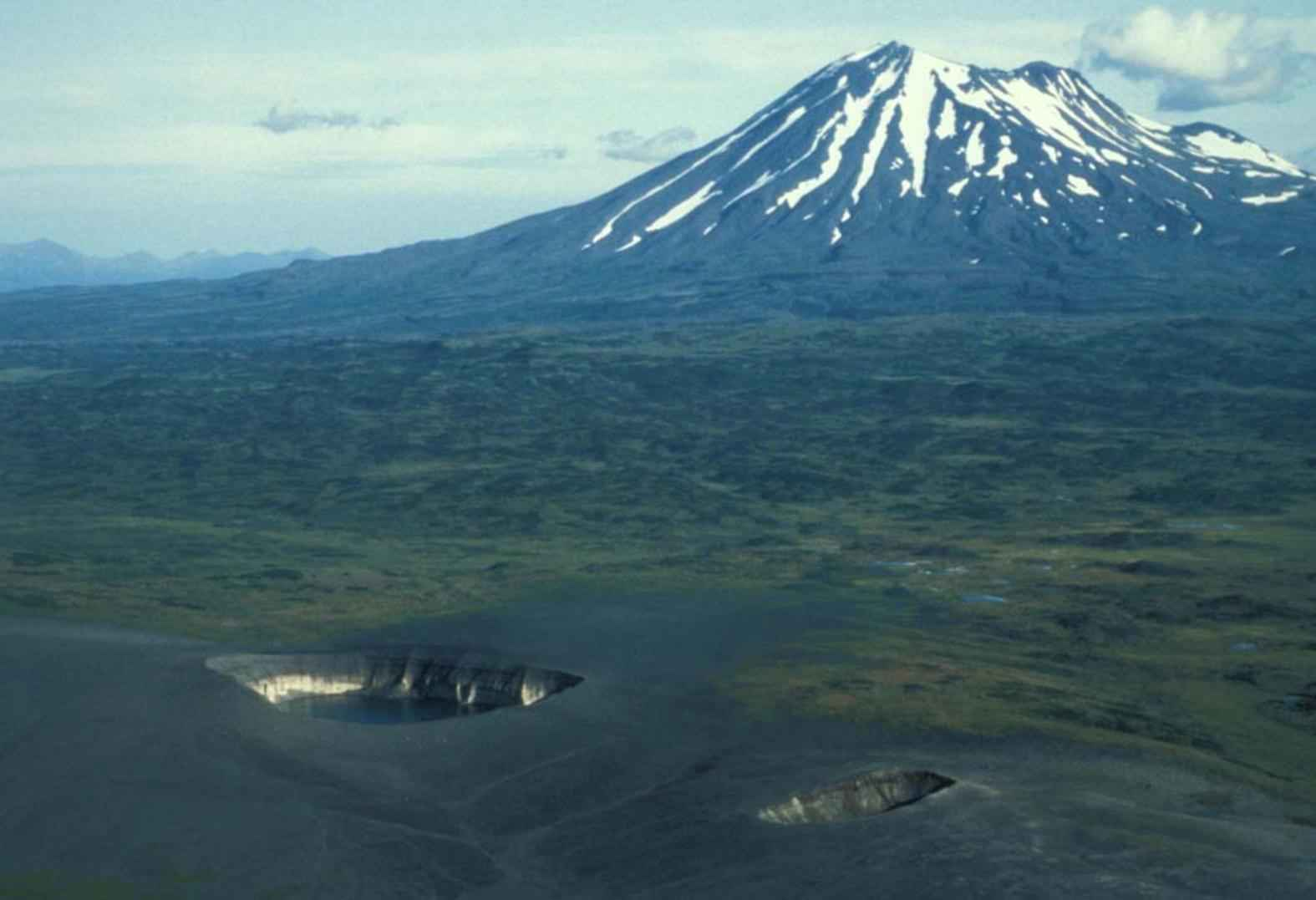
Ukinrek Maars, Alaska; format el 1977
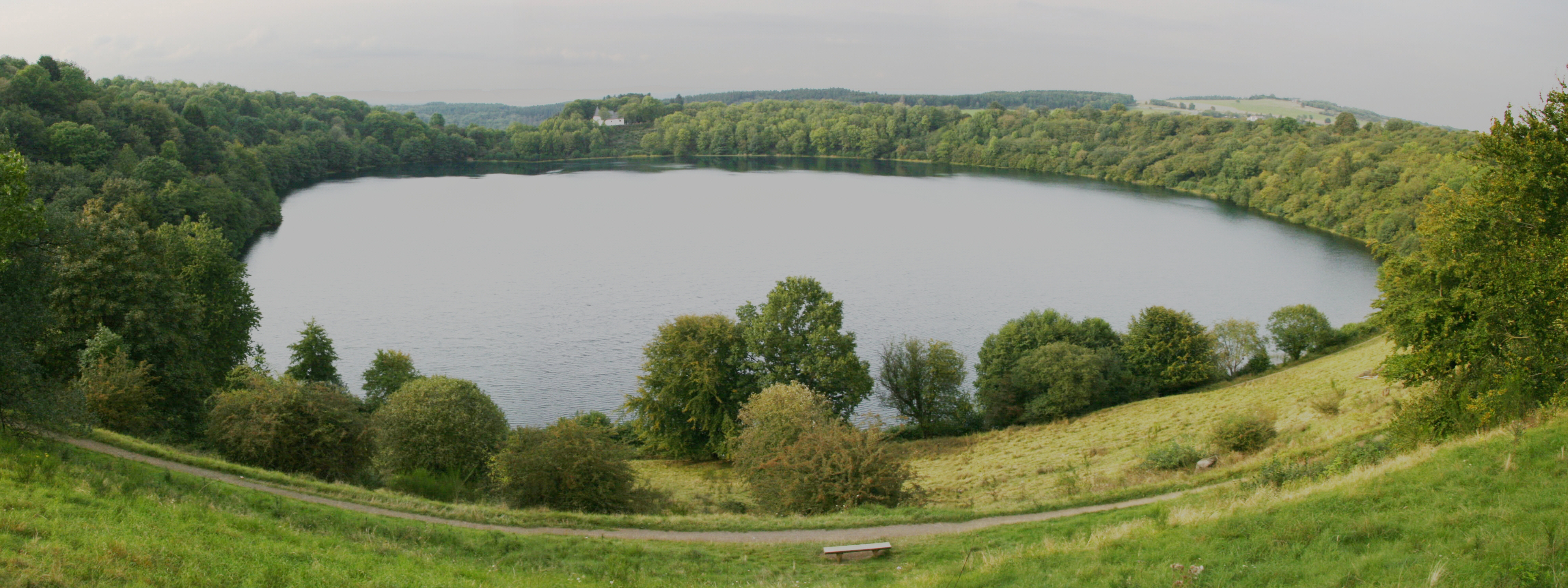
Weinfelder Maar, un dels tres maars descrits originàriament
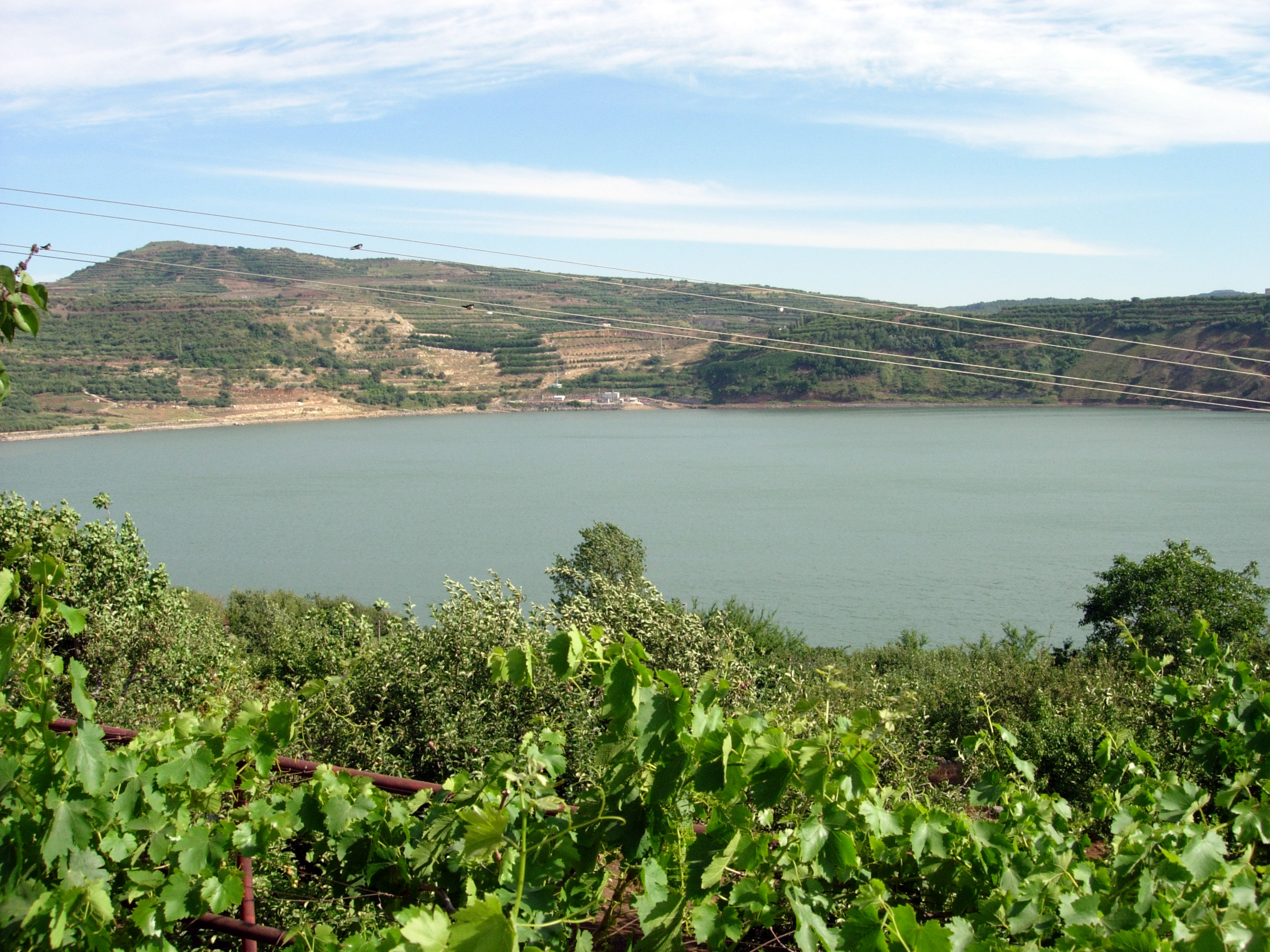
El maar a Birkat Ram, als Alts del Golan